# 加勒特公園 (馬里蘭州)
加勒特公園（英語：Garrett Park）是一個位於美國馬里蘭州蒙哥馬利縣的市鎮。

## 人口
根據2020年美國人口普查的數據，加勒特公園的面積為0.65平方千米，當中陸地面積為0.65平方千米，而水域面積為0.00平方千米。當地共有人口996人，而人口密度為每平方千米1,532人。